# Steven Hampshire
Steven Hampshire est un footballeur écossais né le 17 octobre 1979 à Édimbourg. Il évolue au poste d'attaquant.
Il a joué 73 matchs et inscrit 8 buts en première division écossaise avec le club de Dunfermline.